# Tobrilus profundus
Tobrilus profundus är en rundmaskart som beskrevs av Heinrich Micoletzky 1914. Tobrilus profundus ingår i släktet Tobrilus och familjen Tripylidae. Inga underarter finns listade i Catalogue of Life.